# Géographie du Kenya
Les paysages du Kenya sont variés. Le pays possède une côte sur l'océan Indien, de grandes savanes et de nombreuses montagnes. Le centre et l'ouest sont fortement marqués par la vallée du Grand Rift. Trois des montagnes les plus hautes de l'Afrique se trouvent au Kenya ou près de ses frontières : le mont Kenya, le mont Elgon et le Kilimandjaro. La forêt de Kakamega, dans l'ouest du pays, est un reste de la forêt tropicale africaine. Le Kenya abrite également la forêt Mau, plus grande forêt du pays.

## Géographie

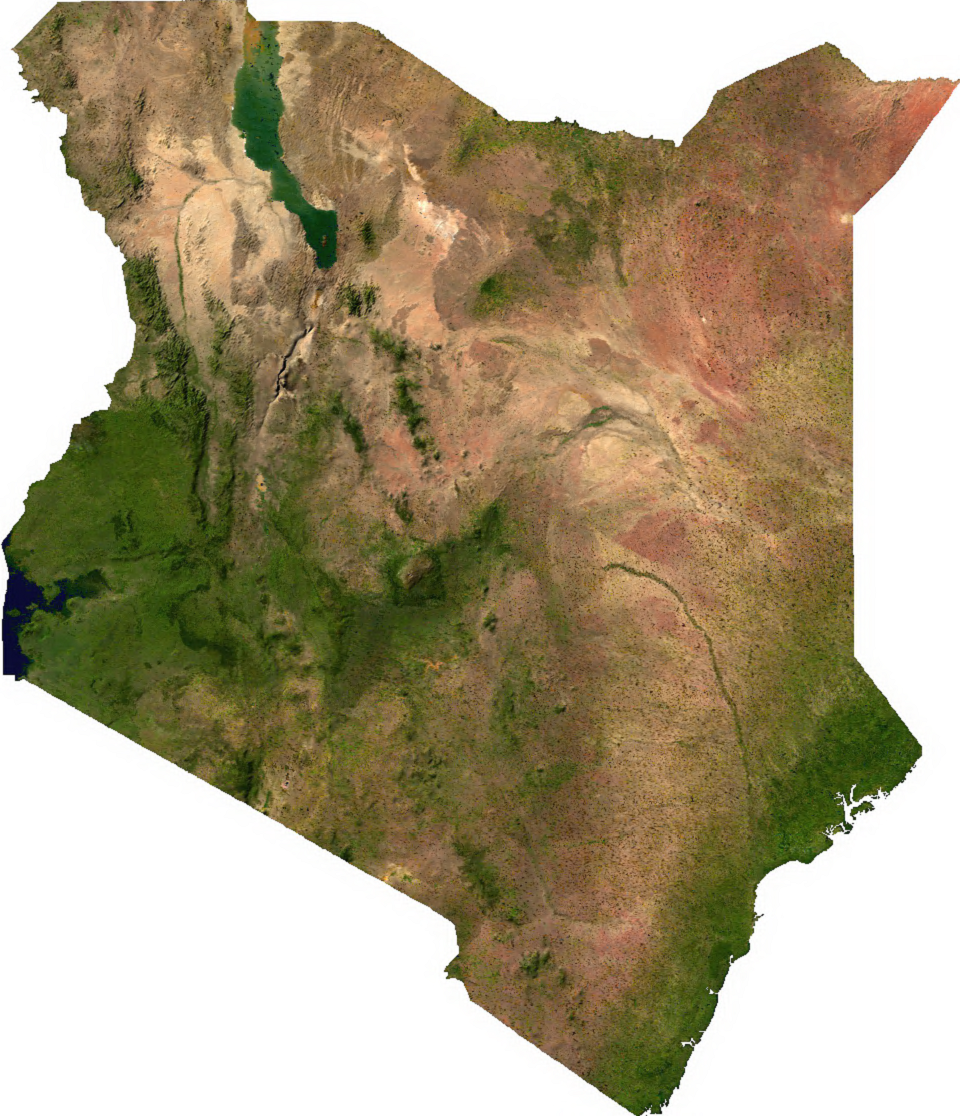
Image satellite

### Structure du territoire
- Est de l'Afrique, sur l'océan Indien, entre la Somalie au nord et la Tanzanie au sud.
- Terre : 582 250 km2
- Eau : 13 500 km2
- Total : 595 750 km2

frontières 3 446 km
- Pays voisins :
  - Éthiopie : 830 km
  - Somalie : 682 km
  - Soudan du Sud : 232 km
  - Tanzanie : 769 km
  - Ouganda : 933 km
- 536 km sur l'océan Indien

### Topographie
Des savanes basses montent pour former les highlands du Kenya, coupés au milieu par la vallée du Grand Rift ; au-delà, les plaines à l'ouest sont fertiles.
- Point le plus bas : l'océan Indien, 0 m
- Point le plus haut : mont Kenya, 5 199 m

### Hydrologie
Les deux fleuves importants sont la Galana et la Tana.
On observe un phénomène assez fréquent au Kenya : un cours d'eau se perd dans les méandres d'un marais, l'évaporation et les infiltrations suffisent à absorber les crues de ce " delta intérieur ".

### Géologie
Ressources Or, calcaire, carbonate de sodium, fluorine, barite de sel, rubis, grenat

### Climat
Le climat, équatorial, est rythmé par deux saisons de pluies, centrées sur octobre et avril. Les pluies sont très irrégulières.

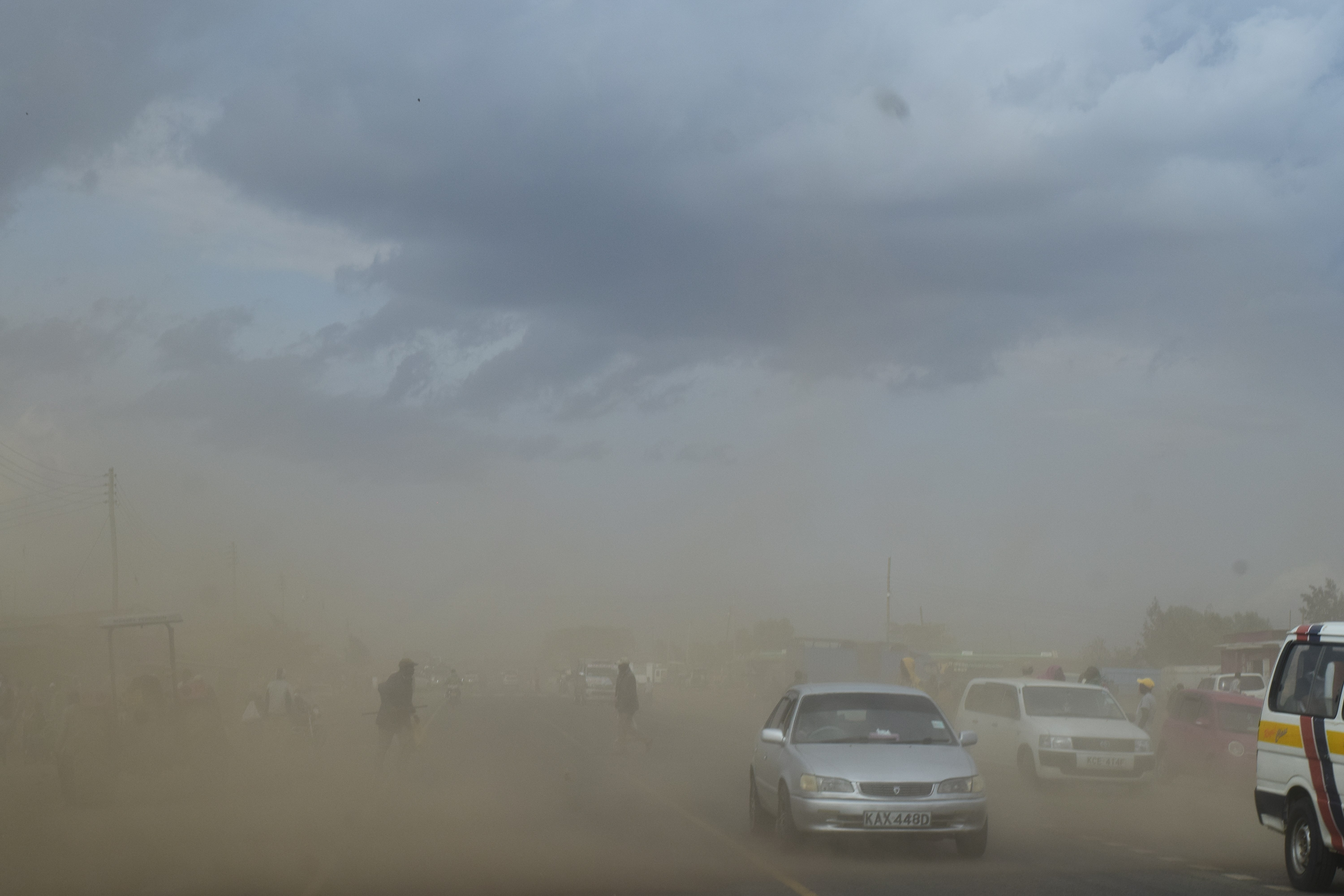
Tempête de sable sur la route reliant Mai Mahiu (en) à Narok (mars).
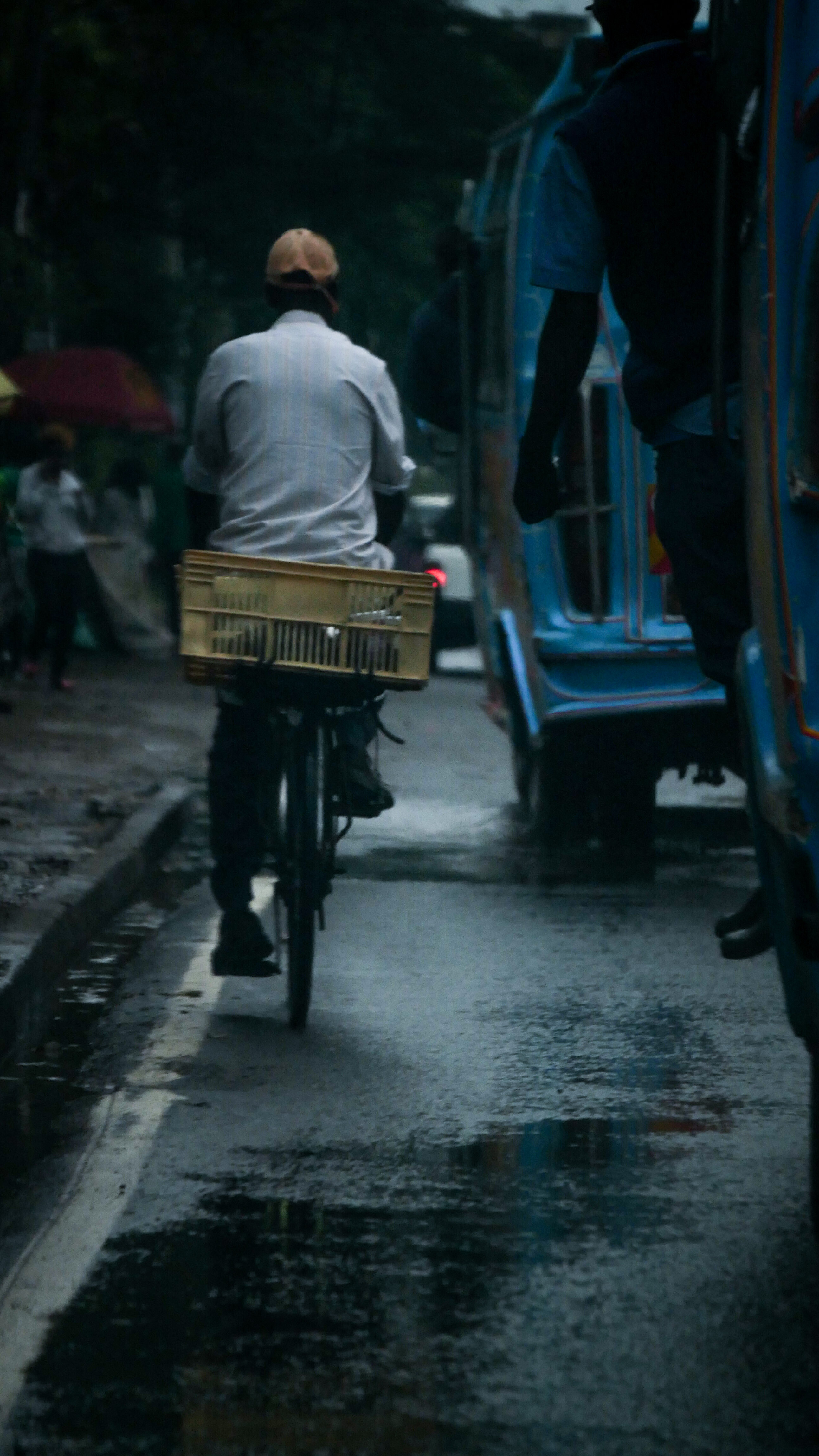
Pluie à Nairobi (mars).
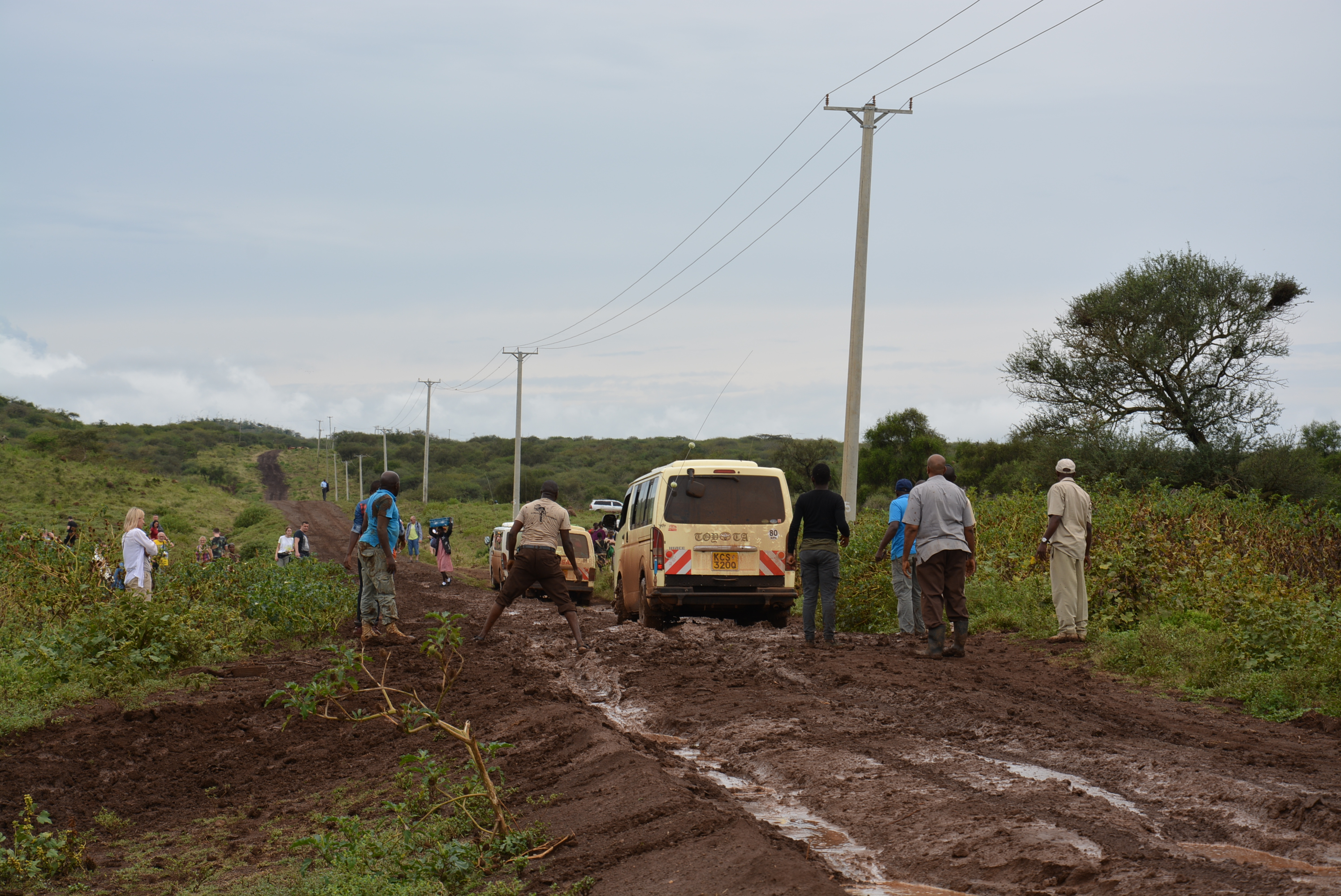
Route boueuse au début de la saison des pluies (mars).
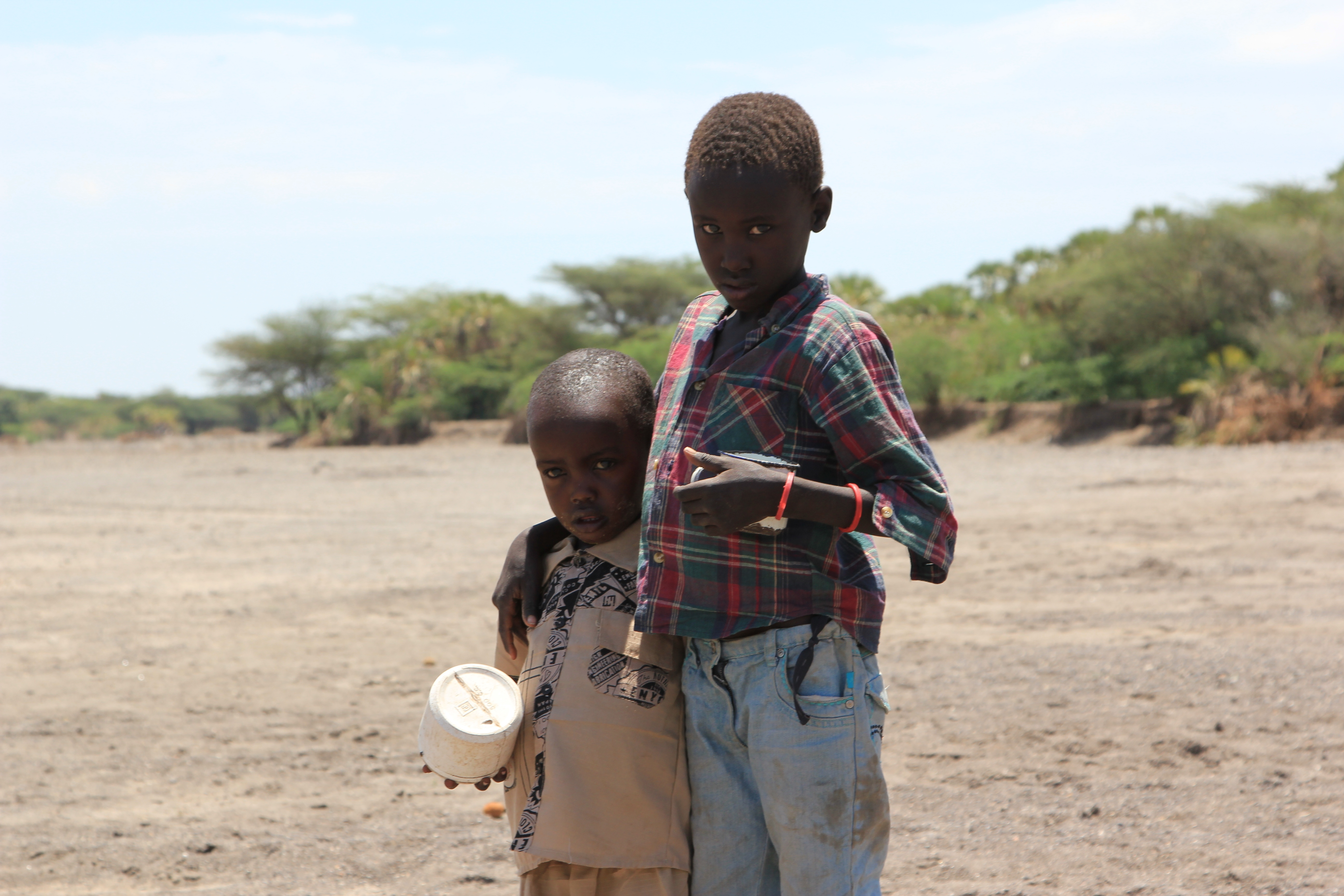
Sécheresse dans le comté de Turkana (septembre).
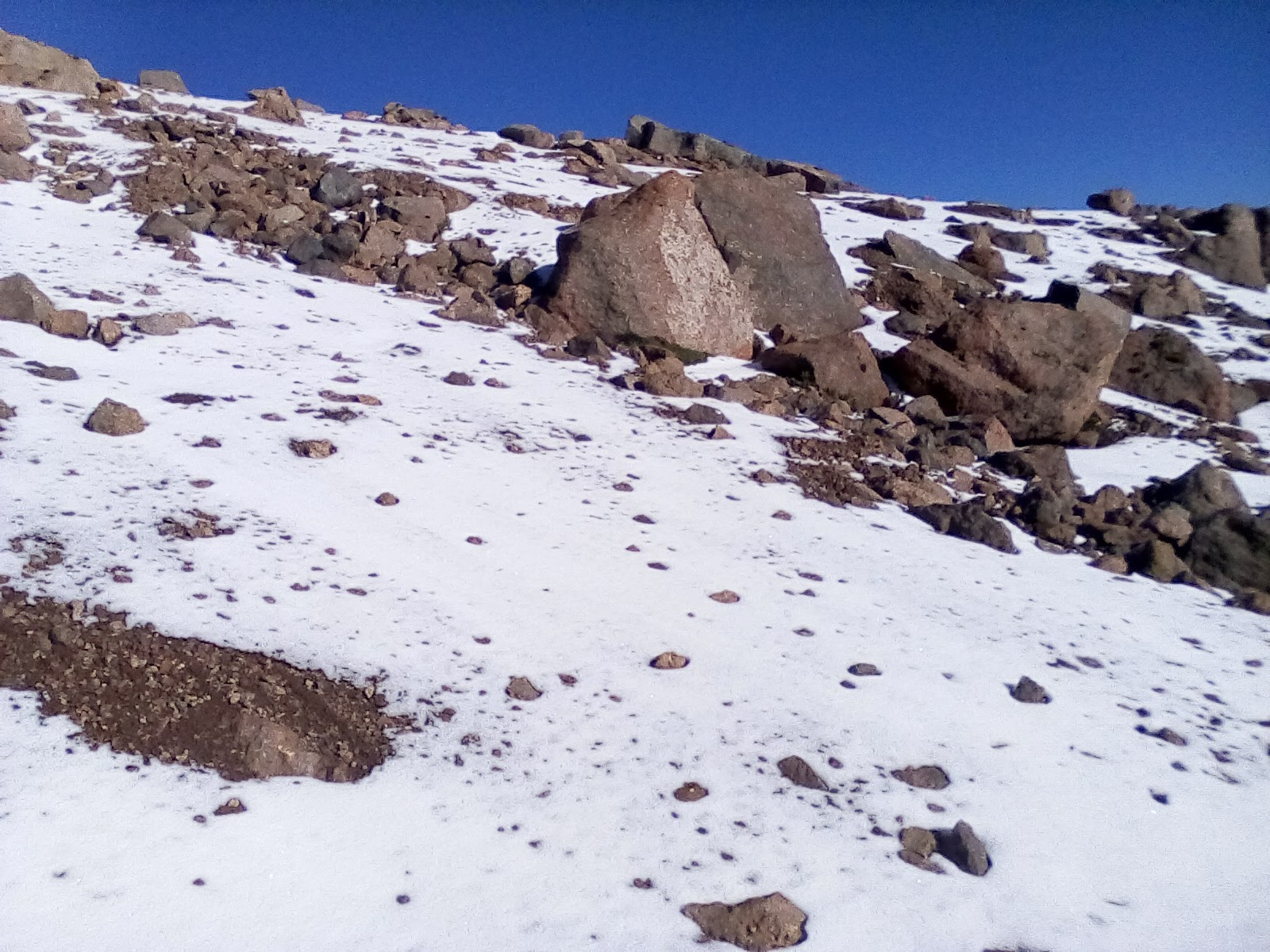
Neige au sommet du mont Kenya (septembre).

## Géographie humaine

### Occupation du sol

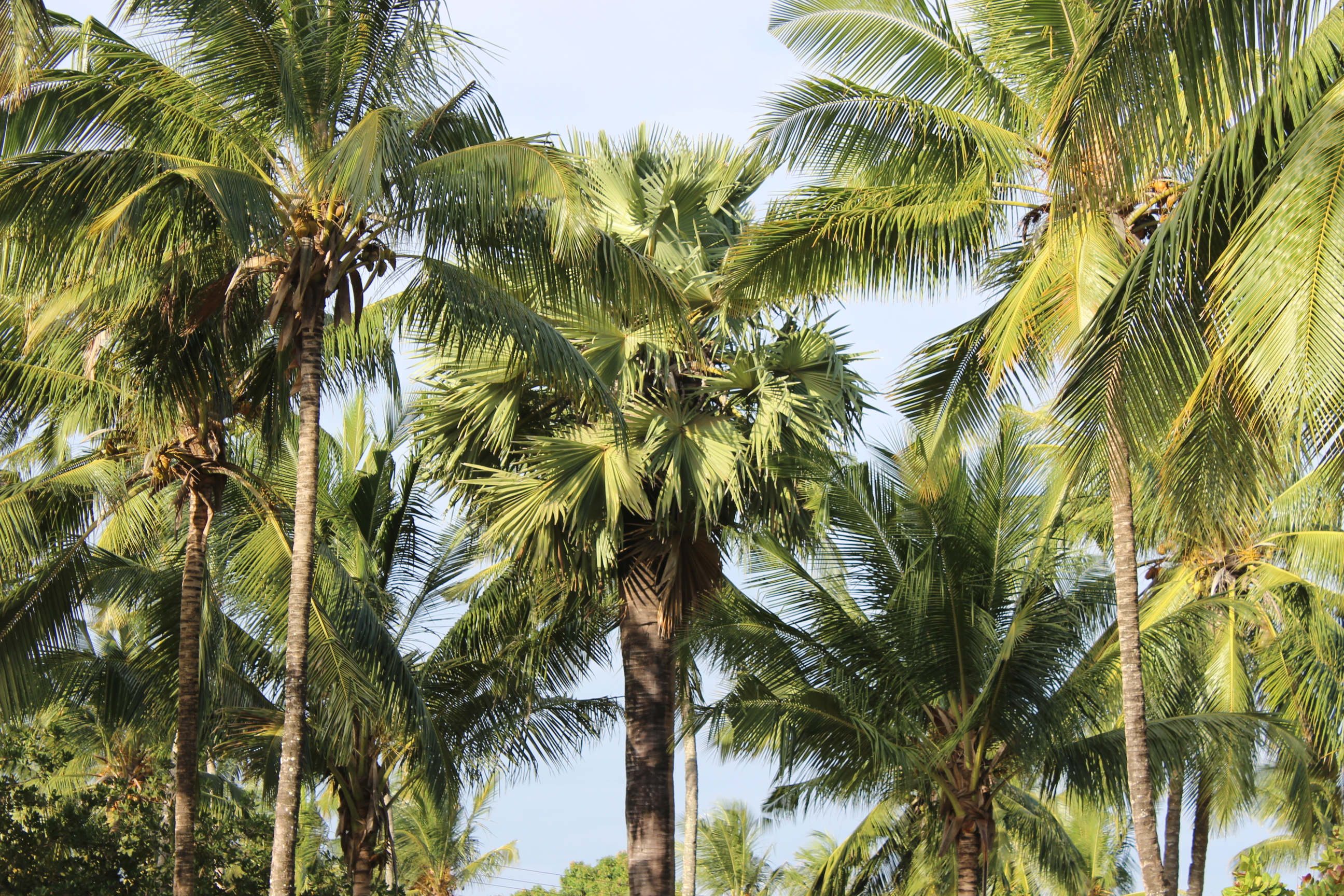
Plantation de cocotiers dans le comté de Kilifi.

- Terre arable : 7 % (permanente : 1 %)
- Pâturages permanents : 37 %
- Forêts : 30 %
- Autre : 25 %

Terres irriguées : 660 km2